# Aston Martin DB6
Aston Martin DB6 — автомобиль класса Гран туризмо, выпускавшийся с 1965 по 1970 год английской компанией Aston Martin. Аббревиатура «DB» происходит от инициалов Дэвида Брауна, владельца компании в то время. Всего было изготовлено 1788 автомобилей.

## DB6

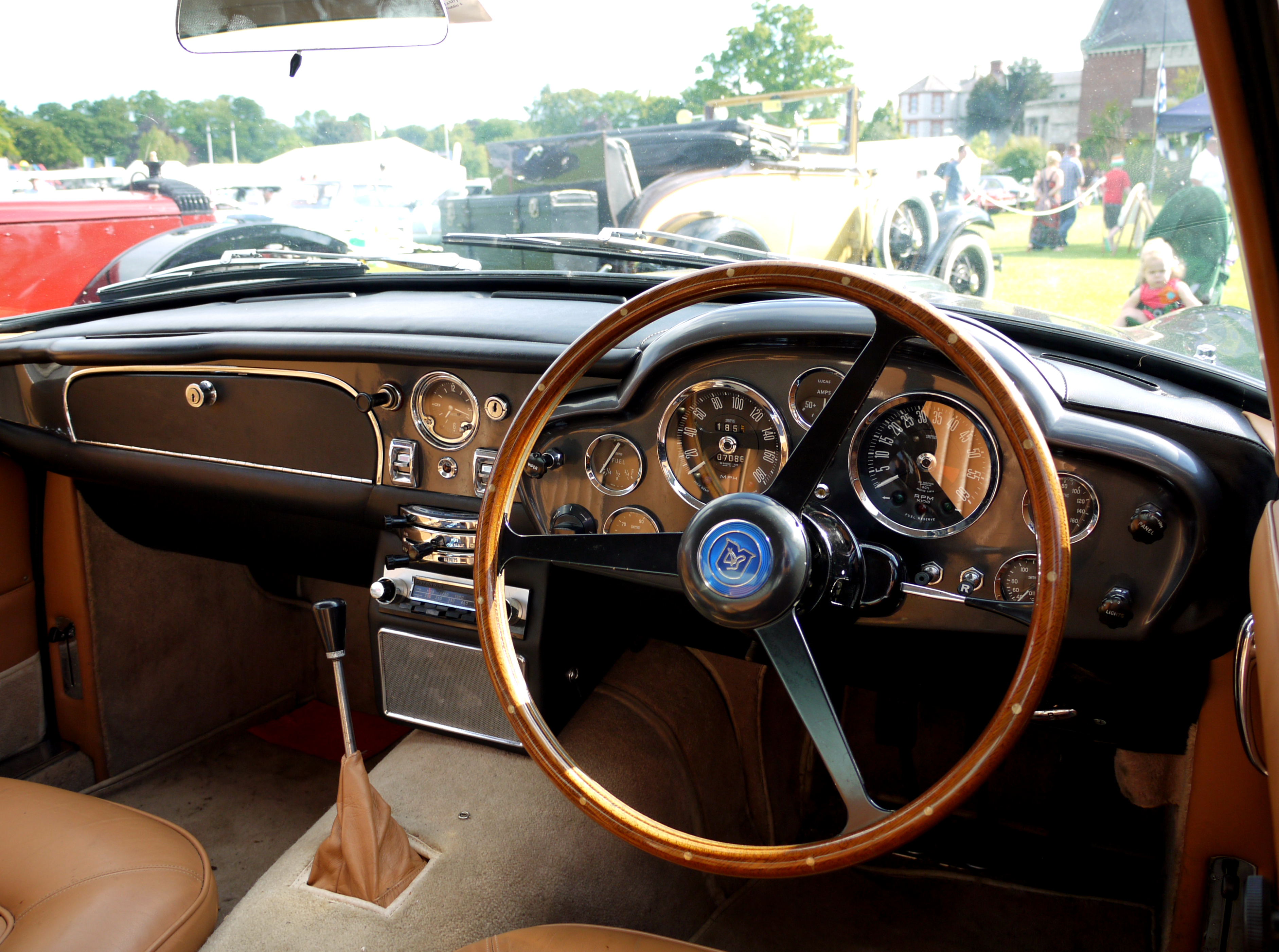

Являвшийся прямым продолжением моделей DB4 и DB5, автомобиль был представлен на Лондонском автосалоне в октябре 1965 года.
Самым большим отличием в его внешнем виде, была задняя часть со спойлером, выполненная в стиле хвоста Камма. Как показали испытания в аэродинамической трубе, такая конструкция повысила стабильность движения на высокой скорости, снизив подъёмную силу на задней оси почти на треть.
В целом, автомобиль стал выше, длиннее, был переведён на увеличенную колёсную базу. Всё это позволило создать большее пространство для пассажиров сзади, сделав модель более пригодной для семейного использования.

## DB6 Vantage

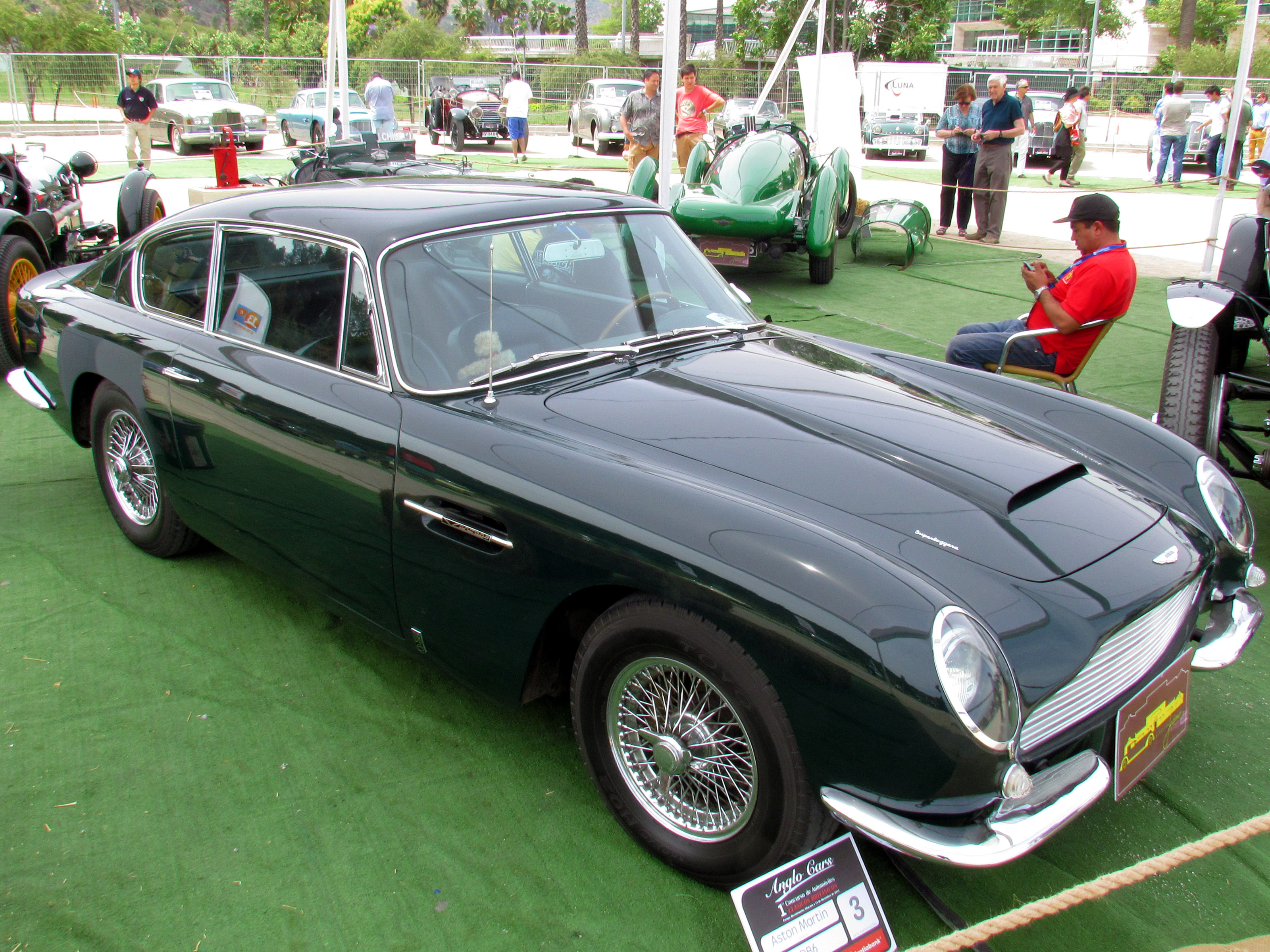

Автомобиль DB6 Vantage был версией основной модели, оснащённый более мощным 325-сильный двигателем.

## DB6 Volante

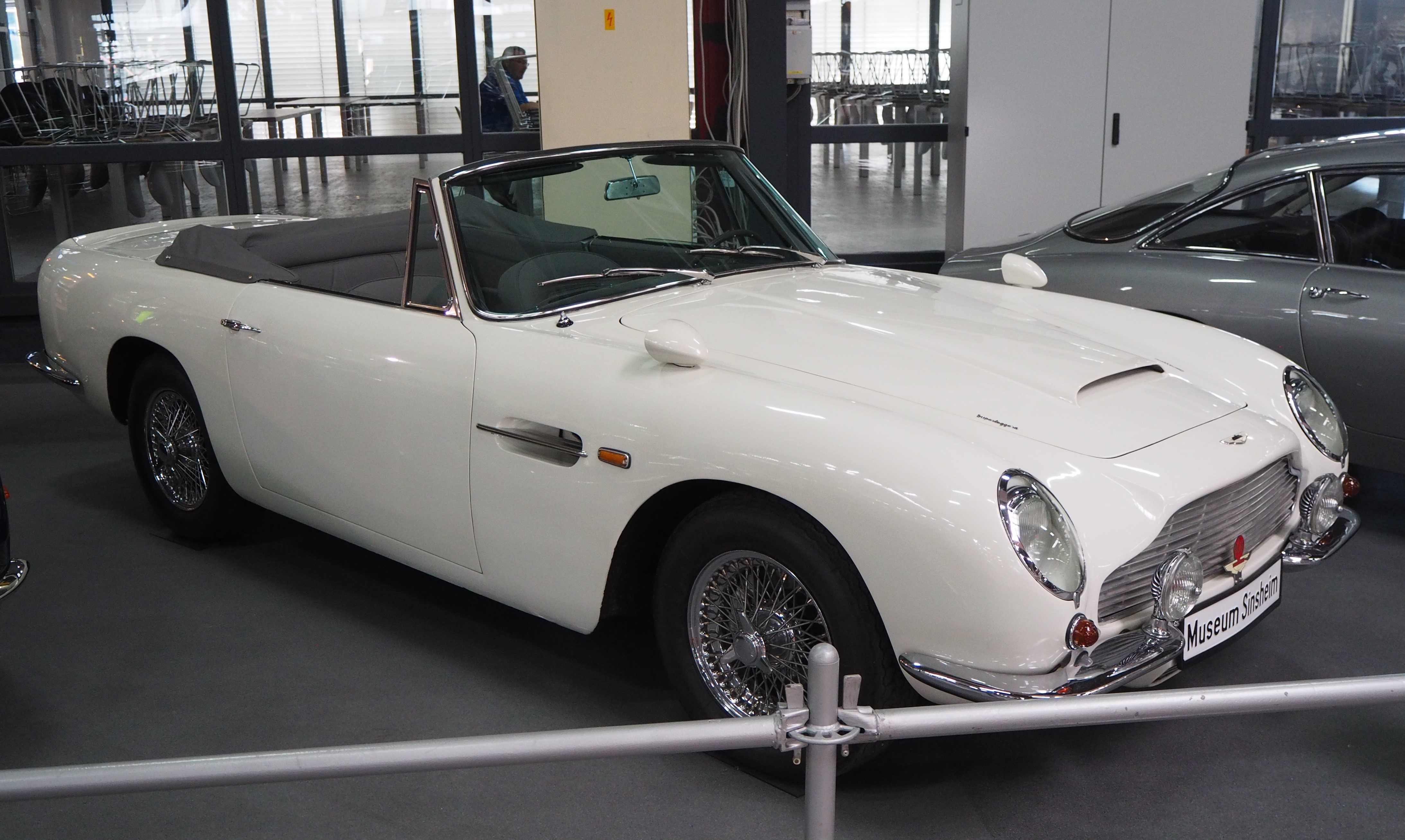

Через год после показа купе, на автосалоне в Лондоне в 1966 году была представлена его открытая версия DB6 Volante. Этот автомобиль пришёл на замену «коротким» кабриолетам, выпускавшимся ранее на базе модели DB5.

## DB6 Shooting Brake

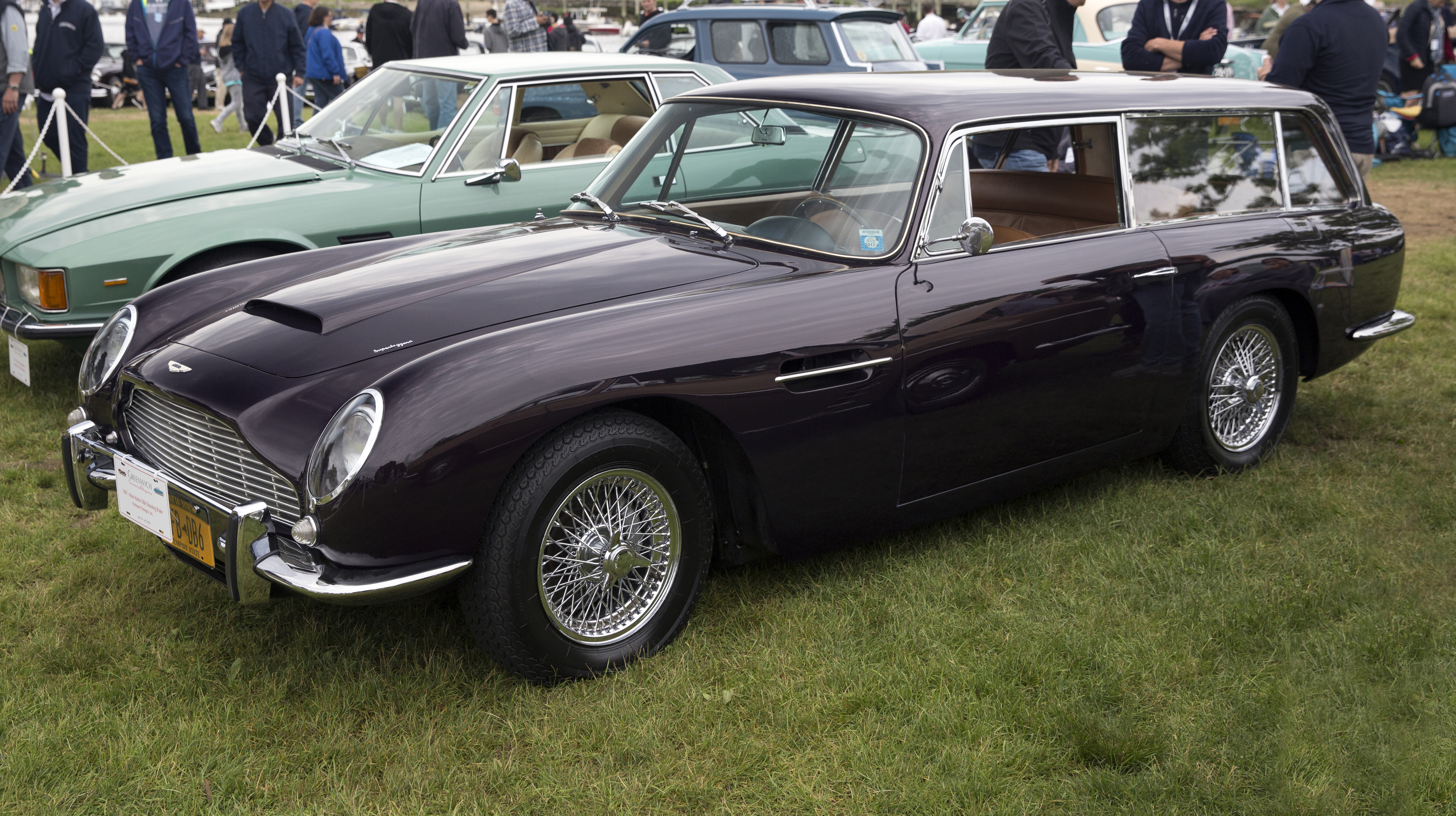

Продолжая традицию универсалов предыдущего поколения, такой же автомобиль был создан и на базе DB6. Из шести изготовленных моделей четыре были с кузовами производства Radford, а два — FLM Panelcraft. 